# Eparchie Phoenix
Die Eparchie Phoenix (Eparchy Holy Protection of Mary of Phoenix; lat.: Eparchia Sanctae Mariae a Patrocinio in urbe Phoenicensi) ist eine in den Vereinigten Staaten gelegene Eparchie der ruthenischen griechisch-katholischen Kirche mit Sitz in Phoenix, Arizona.

## Geschichte
Als Eparchie Van Nuys wurde sie am 3. Dezember 1981 aus Gebietsabtretungen der Eparchie Parma errichtet und der Erzeparchie Pittsburgh als Suffragandiözese unterstellt. Nachdem das Northridge-Erdbeben 1994 die St.-Mary-Kathedrale in Sherman Oaks (Los Angeles), die Bistumsverwaltung und die Bischofsresidenz beschädigt hatte, verlegte George Kuzma den faktischen Sitz nach Phoenix (Arizona). Am 18. Dezember 2009 benannte Papst Benedikt XVI. die Eparchie auch offiziell um.
Das Gebiet der Eparchie Phoenix umfasst die westlichen Bundesstaaten Alaska, Arizona, Kalifornien, Colorado, Nevada, New Mexico, Oregon und Washington. Theoretisch gehören auch Hawaii, Idaho, Montana, Utah und Wyoming dazu, dort bestehen aber keine ruthenischen Gemeinden.

## Bischöfe von Van Nuys
- Thomas Dolinay, 1981–1990, dann Koadjutorerzbischof der Erzeparchie Pittsburgh
- George Kuzma, 1990–2000
- William Skurla, 2002–2007, dann Bischof der Eparchie Passaic
- Gerald Dino, 2007–2009

## Bischöfe von Phoenix
- Gerald Dino, 2009–2016
- John Stephen Pazak CSsR, 2016–2021
- Artur Bubnewytsch, seit 2024